# Cella 17/'A taglia
Cella 17/'A taglia, pubblicato nel 1977, è un singolo del cantante italiano Mario Trevi.

## Descrizione
Il disco contiene due brani inediti di Mario Trevi. I brani rientrano nei generi cosiddetti di giacca e di cronaca, ritornati in voga a Napoli durante gli anni settanta, che faranno rinascere il genere teatrale della sceneggiata. Nel 1977, scritta da Giovanni Fiorenza, Mario Trevi porterà in teatro la sceneggiata Cella 17, ispirata dal brano omonimo.

## Tracce
Lato A
- Cella 17 (Moxedano-Iglio)

Lato B
- 'A taglia (Moxedano-Iglio)

## Incisioni
Il singolo fu inciso su 45 giri, con marchio Presence (ZPR 5052).
Direzione arrangiamenti: M° Tony Iglio.